# توب غير (موسم 19)
توب غير 19 (بالإنجليزية: Top Gear)‏ هو السلسلة التاسعة عشرة للبرنامج التلفزيوني البريطاني الذي يهتم بالمركبات، توب جير، تم إنتاجه في المملكة المتحدة. بدأ عرضه في سنة 2013. عرض على بي بي سي تو وبي بي سي عالية الدقة. بلغ عدد حلقاته 7 حلقات، تم بث البرنامج لأول مرة بتاريخ 27 يناير 2013 بينما تم بث آخر حلقة منه بتاريخ 10 مارس 2013. مقدمو البرنامج جيرمي كلاركسون، ريتشارد هاموند وجيمس ماي.

## وصلات خارجية
- الموقع الرسمي